# Magicicada

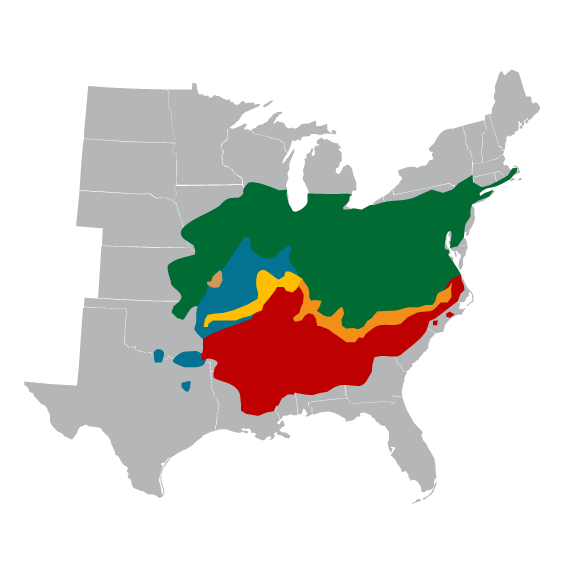
Verbreitung der Arten der Gattung Magicicada in den USA: grün = Verbreitung 17-Jahres-Zikaden; rot = Verbreitung 13-Jahres-Zikaden; blau = M. neotredecim; Gelbtöne = Überlappungsbereiche

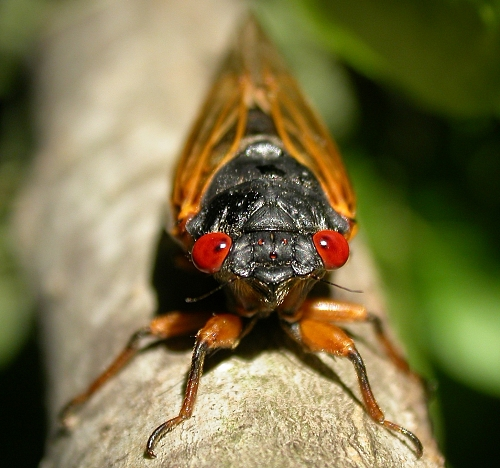
Magicicada septendecim

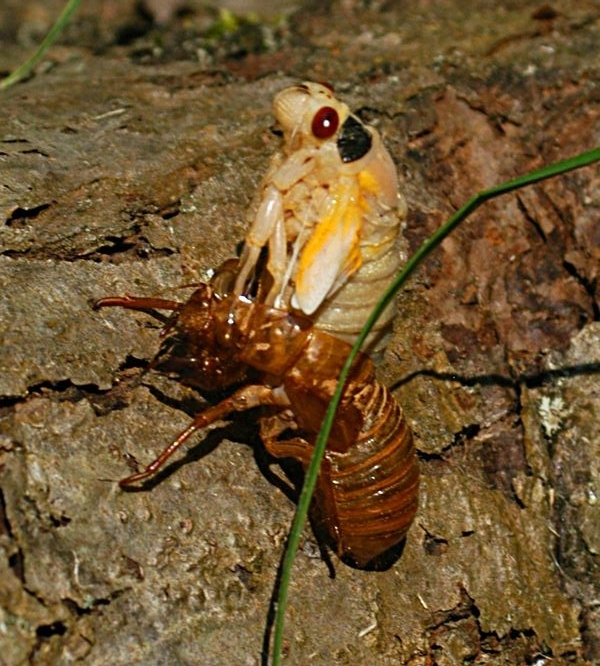
Schlüpfende Magicicada

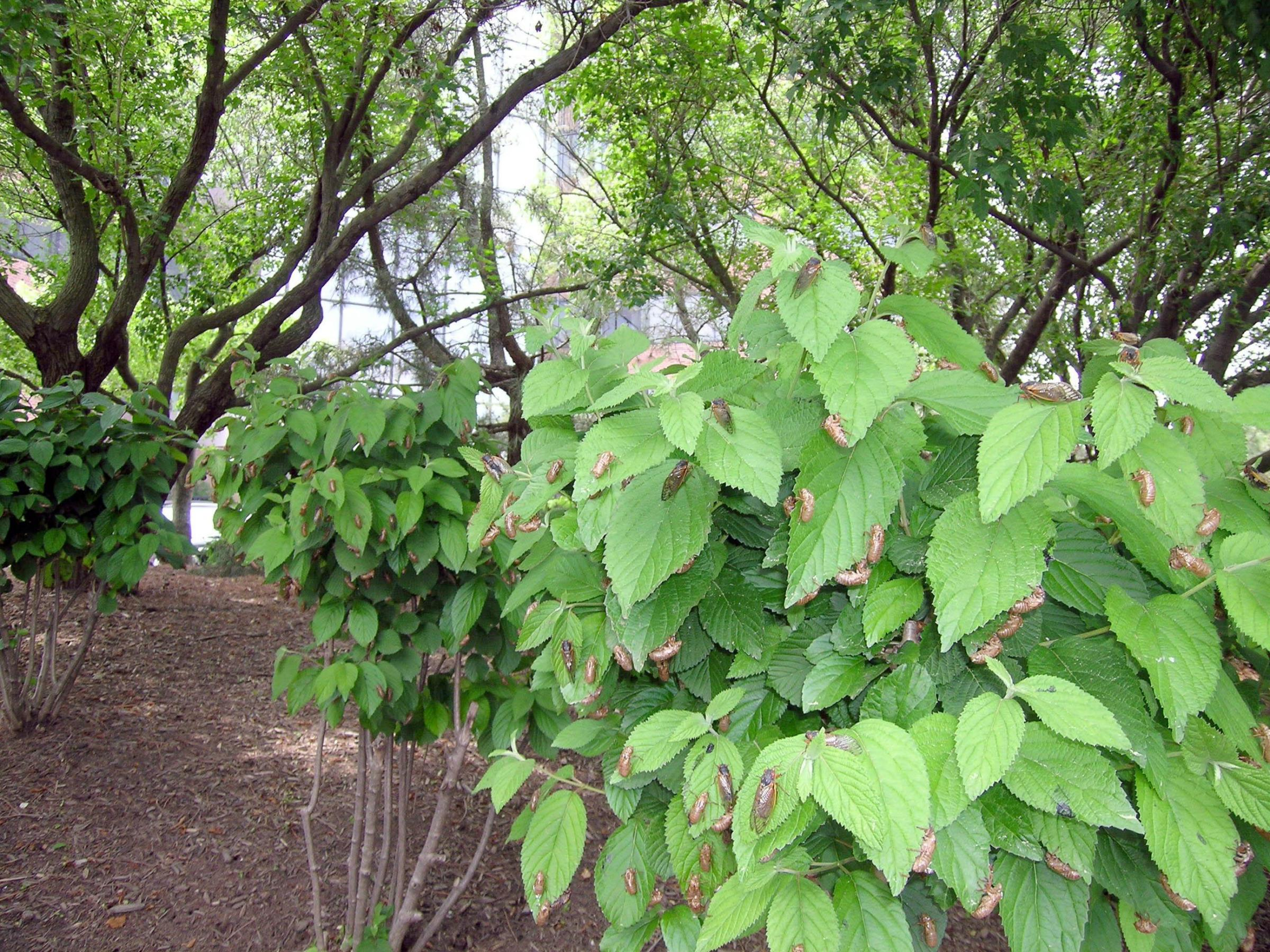
Population von Periodischen Zikaden und ihre Larvenhäute (Exuvien)

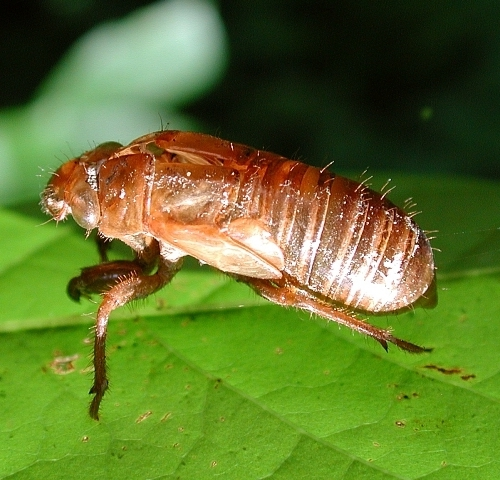
Larvenhaut (Exuvie)

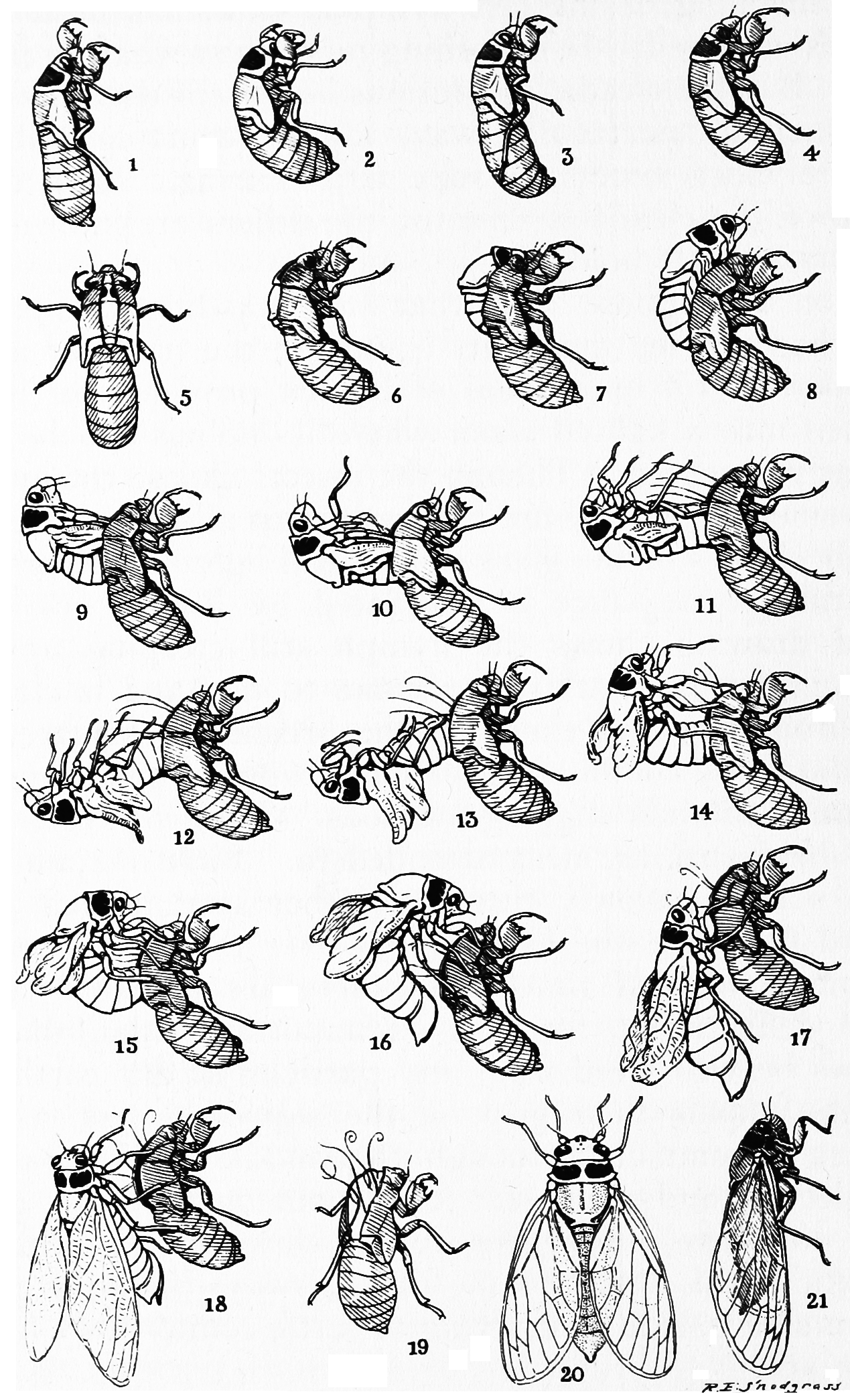
Entwicklung der Altlarve bis zum Vollinsekt

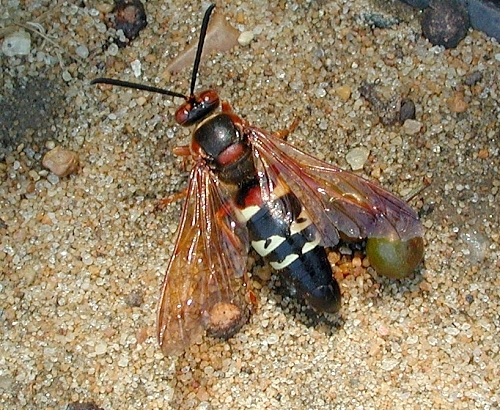
Sphecius speciosus ist ein auf Singzikaden spezialisierter Räuber

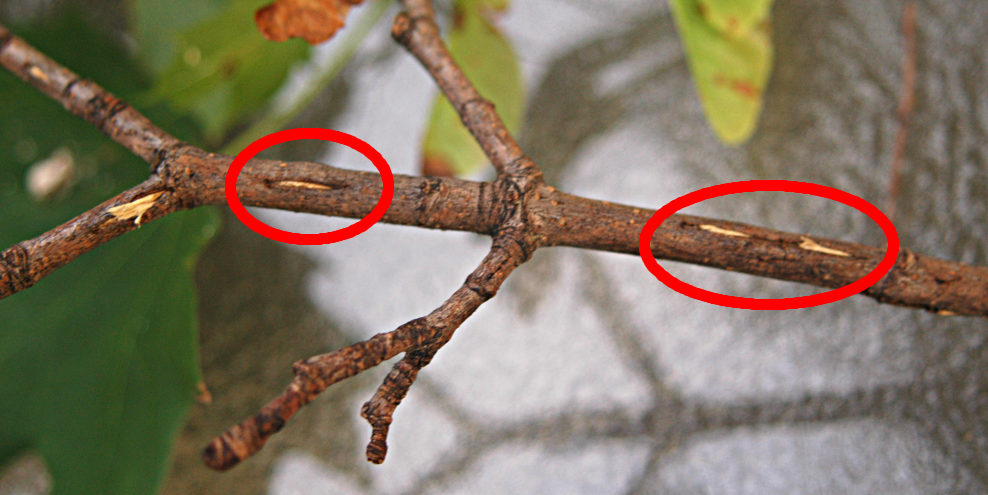
Rindenritzen mit Ei-Nestern

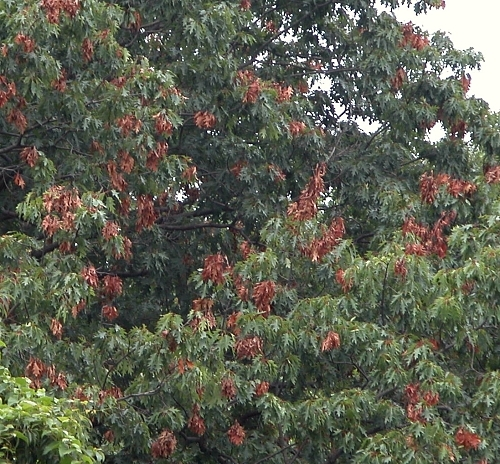
Durch Periodische Zikaden verursachte Schäden an Laubgehölzen in Baltimore

Die Gattung Magicicada gehört zur Familie der Singzikaden (Cicadidae) innerhalb der Ordnung der Rundkopfzikaden (Cicadomorpha). Sie umfasst insgesamt sieben im Osten der USA verbreitete Arten, einschließlich der im Jahr 2000 neu beschriebenen Art Magicicada neotredecim.
Die Insekten werden auch als „Periodische Zikaden“ bezeichnet, denn in regelmäßigen Abständen kommt es lokal zu Massenauftreten dieser Tiere, einem Big Event in den USA. Nachdem die Larven eine 13-jährige beziehungsweise 17-jährige Entwicklung im Boden durchlaufen haben, schlüpfen die erwachsenen Tiere einer Population alle fast gleichzeitig. Die Verwandlung der Insekten, die Paarung, Eiablage und Tod dauern insgesamt nur wenige Wochen. Die Tiere treten zum Teil in solchen Massen auf, dass zur Beseitigung der toten Zikaden Ende Juni eigens Müllcontainer eingesetzt werden mit der Aufschrift Drop-off for Cicadas only, um sie an Tiere in Zoos zu verfüttern.

## Verbreitung der Arten
Die Gattung Magicicada ist ausschließlich im Osten der USA verbreitet. Während innerhalb dieses Verbreitungsgebietes die Arten mit 17-jährlichem Lebenszyklus in den nördlicheren Gebieten vorkommen, sind jene mit 13-jähriger Entwicklungszeit in den südlicher gelegenen Regionen beheimatet, wobei es Überschneidungen gibt. Bisher sind insgesamt sieben Arten bekannt.
Mit 17-jährigem Entwicklungszyklus:
- Magicicada cassini (Fisher, 1851)
- Magicicada septendecim (Linnaeus, 1758)
- Magicicada septendecula (Alexander & Moore, 1962)

Mit 13-jährigem Entwicklungszyklus:
- Magicicada neotredecim (Marshall & Cooley, 2000)
- Magicicada tredecim (Walsh & Riley, 1868)
- Magicicada tredecassini (Alexander & Moore, 1962)
- Magicicada tredecula (Alexander & Moore, 1962)

## Körperbau
Die zwischen 20 und 33 Millimeter großen, erwachsenen Tiere haben schwarze Körper und seitlich deutlich hervorgewölbte, rote Komplexaugen (Facettenaugen). Wie alle Singzikaden verfügen sie über drei Punktaugen (Ocelli), die sich im Dreieck angeordnet auf der Stirn (Frons) befinden. Die zwischen den Augen ansetzenden Fühler der Periodischen Zikaden sind sehr kurz. Sie bestehen aus je zwei dicklichen Grundgliedern und einer fünfgliedrigen Fühlerborste. Auffällig ist der blasenartig vorgewölbte Kopfschild, der durch mehrere Querrillen und Falten gekennzeichnet ist. An der Unterkante des Gesichts entspringt der Saugrüssel, der in Ruhestellung an den Körper geklappt zwischen den Hüften (Coxa) liegt.
Die Vorderflügel werden in Ruhestellung in für Zikaden charakteristischer Weise dachförmig zusammengelegt. Sie überragen stets den Hinterleib. Die nicht sehr reiche Aderung der hyalinen, membranösen Vorderflügel ist orange und je nach Art verschieden deutlich ausgeprägt. Teilbereiche der Adern nahe der Flügelspitze sind schwarz gefärbt und bilden die Form eines „M“ oder „W“. Die Weibchen haben einen punktierten Hinterleib (Abdomen) mit einem langen Legebohrer (Ovipositor). Der Hinterleib der Männchen ist stumpf abgerundet und ist hell gefärbt mit artspezifisch ausgedehnter Orangefärbung. Nur sie verfügen über Trommelorgane (Tymbale), die an den Seiten des ersten Hinterleibssegmentes hinter dem Ansatz der Hinterflügel liegen. Auf der Abdomenunterseite beider Geschlechter befinden sich paarige Gehörorgane (Tympanal).
Die Schenkel (Femur) der Vorderbeine erwachsener Tiere sind, im Gegensatz zu den normal gestalteten Mittel- und Hinterbeinen, deutlich verdickt und bedornt. Die Vorderbeine der Larven sind in Anpassung an ihre unterirdische Lebensweise zu Grabbeinen entwickelt.

## Ernährung
Wie alle Singzikaden sind auch die Arten der Gattung Magicicada Phloemsauger. Mit Hilfe ihres Rüssels stechen die erwachsenen Tiere die Leitungsbahnen verschiedener Gehölze und krautiger Pflanzen – nie Süß- und Sauergräser – an und saugen den an Zuckern und Nährsalzen reichen Pflanzensaft. Die unterirdisch lebenden Larven saugen den Saft von Pflanzenwurzeln.

## Lautäußerungen
Obwohl alle Zikadenarten Schall- bzw. Erschütterungswellen zur Kommunikation von sich geben, sind nur die Männchen der Singzikaden in der Lage, von Menschen hörbare Laute zu produzieren, so auch die Arten der Gattung Magicicada. Hierzu besitzen sie ein eigenes Organ, das „Trommelorgan“ (Tymbal) am Beginn des Hinterleibes. Durch ansetzende Muskeln (Singmuskel) werden Schallplatten in diesem Organ in Schwingung versetzt. Der Hinterleib der Zikaden ist dank großer Tracheenblasen weitgehend hohl und sorgt für die notwendige Resonanz. Mit Hilfe dieser Organe können Laute im Bereich von 0,5 bis 25 Kilohertz erzeugt werden mit einer Lautstärke bis zu 84 dB. Die Weibchen besitzen kein Trommelorgan und singen folglich nicht. Beide Geschlechter sind dagegen auf der Abdomenunterseite mit Gehörorganen (Tympanal) ausgestattet. Die paarigen Organe bestehen aus einer hauchdünnen Membran, die Schwingungen aufnimmt.
Der Gesang der Männchen, der Vorgang der Lautäußerung wird auch als Stridulation bezeichnet, dient vor allem der Anlockung der Weibchen. Die Männchen finden sich meist zu Chören in hellen Baumkronen zusammen, indem sie sich gegenseitig zum Singen anregen. Die Weibchen werden vom Gesang angelockt. So finden sich schließlich Zikaden beider Geschlechter in hoher Anzahl in den Bäumen ein. Ein singendes Männchen, das ein Weibchen in der Nähe registriert hat, erhöht die Anzahl der Laute. Die Weibchen antworten auf die Signale der Männchen mit schnalzenden Flügelschlägen. Die Männchen sind in der Lage den Flügelschlag sowohl zu hören als auch visuell wahrzunehmen. Schließlich bilden sie ein Duett aus dem Gesang des Männchens und den Flügelschlägen des Weibchens.
Die Gesänge der Zikadenmännchen sind artspezifisch verschieden und können zur Artbestimmung herangezogen werden. Zum Teil sind die Arten nur über deren Gesänge zu identifizieren, da sich manche Arten morphologisch kaum unterscheiden. Ebenso sind die Signale der Weibchen, das Flügelschnalzen, artspezifisch.

## Fortpflanzung, Entwicklung und Lebenszyklus
Die Larven leben unterirdisch in bis zu 30 Zentimetern Tiefe. Die hemimetabolen Insekten durchlaufen fünf durch Häutungen getrennte Larvenstadien, bei denen sie dem erwachsenen Tier allmählich immer ähnlicher werden. Sie werden nach und nach immer größer und mit zunehmendem Alter bilden und vergrößern sich die Anlagen für die Flügel und Genitalarmatur. Die Altlarven des 5. Stadiums arbeiten sich im Frühling des 13. bzw. 17. Jahres in Richtung Erdoberfläche. Sie legen schlanke, zylindrische, im Durchmesser 1 bis 1,5 Zentimeter große Höhlen an. Wenn der Boden eine Temperatur von etwa 17,9 °C erreicht hat, verlassen sie bei günstiger Witterung, meist im Mai und Juni, den Boden durch ein Schlupfloch und suchen sich in der Umgebung geeignete Stellen in der Vegetation. Dort häuten sie sich ein letztes Mal zum Vollinsekt. Die frisch geschlüpften erwachsenen Tiere (Imagines) sind zunächst weich und weißlich. Sie benötigen etwa vier bis sechs Tage, bis sie vollständig ausgefärbt sind und der Chitinpanzer vollkommen erhärtet ist. Die Larven einer Population schlüpfen in sehr großer Zahl, manchmal mit mehr als 370 Individuen pro Quadratmeter. Der Schlupf der erwachsenen Tiere einer Population dauert insgesamt etwa vier bis sechs Wochen.
Nachdem die Tiere völlig ausgereift sind, beginnen sie mit der Partnersuche und schließlich der Paarung. Die Insekten leben nur einige Wochen, allein mit dem Ziel sich fortzupflanzen. Die Männchen produzieren artspezifische Gesänge, die sich zu ganzen Chören vereinen, um paarungsbereite Weibchen anzulocken. Nach der Paarung sterben die Männchen. Die Weibchen leben etwas länger, um Eier zu legen. Sie bohren mit Hilfe ihres Legestachels etwa einen Zentimeter lange Y-förmige Ritzen in die Rinde lebender Zweige. In diese „Nester“ legen sie bis zu 20 Eier. Insgesamt kann ein einzelnes Weibchen etwa 600 Eier legen.
Im Spätsommer, sechs bis zehn Wochen nach der Eiablage, ist die Embryonalentwicklung abgeschlossen und das erste Larvenstadium schlüpft. Es fällt zum Erdboden. Dort gräbt es sich ein und sucht nach geeigneten Wurzeln, an denen es saugen kann, um hier seine 13- oder 17-jährige Larvalentwicklung zu beginnen.

### Die Periodik der Zikaden
Alle Zikaden einer Art und eines Lebenszyklus werden als zeitlich und räumlich isolierte Brut (engl. brood) bezeichnet. Alle Arten der Populationen erscheinen immer in den genannten Abständen (alle 13 oder 17 Jahre). Die Lebenszyklen ein und derselben Art verschiedener Regionen sind nicht synchronisiert und können zeitlich versetzt erscheinen. Die Bruten werden mit römischen Ziffern gekennzeichnet. Die von Marlatt (1898) für 1893 festgelegte „17-year-Brood I“ erschien das letzte Mal im Jahr 2012 in Virginia und West-Virginia. Im Jahr 2007 schlüpfte die „17-year-Brood XIII“ in Teilen von Iowa, Illinois, Wisconsin, Michigan und Indiana. Insgesamt gibt es in den USA 30 in dieser Weise bezifferte Bruten. Die Bruten I bis XVII beziehen sich auf Zikaden mit 17-jähriger, die Bruten XVIII bis XXX auf jene mit 13-jähriger Entwicklung. Tatsächlich sind aktuell insgesamt nur 15 Bruten nachgewiesen.
Über das Erscheinen der verschiedenen Bruten, die räumlichen Beziehungen, Interaktionen und Artstatus existieren verschiedene Hypothesen. Eine Vermutung besagt, dass bei den nördlicher verbreiteten Zikaden mit 17-jähriger Entwicklungszeit in extrem kalten Zeiten das Larvalstadium verlängert war, um so neue Bruten von der ursprünglichen abzuspalten. Ferner wurden häufig mehrere Bruten „außer der Reihe“ beobachtet, das heißt, sie erschienen früher oder später als erwartet. Der Einsatz molekularer Techniken führte ferner zu der Annahme, dass durch das Umschalten der Lebenszyklen oder Zwischenschalten weiterer Bruten möglicherweise auch neue Arten herausgebildet werden. Durch die Einschaltung eines vierjährlichen Rhythmus innerhalb der Zikaden mit 17-jähriger Entwicklung sollen so Tiere mit 13-jährlichem Lebenszyklus produziert werden. Beispielsweise soll sich die neue Art M. neotredecim aus Populationen von M. septendecim möglicherweise durch einen Wechsel des Lebenszyklus von 17 zu 13 Jahren herausgebildet haben. Der Artstatus wird noch diskutiert. Die Tiere unterscheiden sich aber eindeutig im Gesang von den übrigen Arten.
Übersicht über die Populationen
mit 17-jährigem Entwicklungszyklus
- Brood I (Blue Ridge brood) 2012, 2029
- Brood II (East Coast brood) 2013, 2030
- Brood III (Iowan brood) 2014, 2031
- Brood IV (Kansan brood) 2015, 2032
- Brood V, 2016, 2033[7]
- Brood VI, 2000, 2017
- Brood VII (Onondaga brood) 2001, 2018
- Brood VIII, 2002, 2019
- Brood IX, 2003, 2020
- Brood X (Great eastern brood) 2004, 2021
- Brood XI, letzte Sichtung 1954, wahrscheinlich ausgestorben
- Brood XIII (Northern Illinois brood) 2007, 2024, vorzeitiges Auftreten, “straggling”: 2003, 2006.[8]
- Brood XIV, 2008, 2025

mit 13-jährigem Entwicklungszyklus
- Brood XIX (Great Southern Brood) 2011, 2024
- Brood XXI (Floridian Brood) 1870, ausgestorben
- Brood XXII (Baton Rouge brood)[9] 2014, 2027
- Brood XXIII (Lower Mississippi River Valley brood) 2015, 2028

## Biologie und Ökologie

### Feinde und Parasiten
In der ersten Woche nach dem Schlupf sind die in Massen vorhandenen Zikaden eine beliebte Nahrung für Reptilien, Vögel, Eichhörnchen, Katzen und andere Säugetiere. Für diese Tiere sind die Zikaden aber nicht die Hauptbeute. Eine Ausnahme bildet die Grabwespe Sphecius speciosus. Sie trägt durch Stiche gelähmte Singzikaden als Larvennahrung in ihre Brutkammern ein. Der Größe ihrer Beutetiere entsprechend, sind diese auch als Zikadentöter bezeichneten Insekten selbst groß und kräftig.
Manche Tiere werden von dem auf Singzikaden spezialisierten Pilz Massospora cicadina befallen. Der Hinterleib der infizierten Insekten bricht in der Folge auf und zeigt eine durch die zahlreichen Sporen verursachte weiße Färbung. Der Pilz tötet die Zikade nicht unmittelbar, der Befall führt jedoch zur Unfruchtbarkeit.

### Überlebensstrategien
Die Massenentwicklung wird als eine Überlebensstrategie angesehen. Potenzielle Räuber werden übersättigt („predator satiation“), sodass immer genügend Zikaden überleben, um die Art zu erhalten. Die Vermehrung der Zikaden in Intervallen lässt sich ebenfalls mit Räuber-Beute-Beziehungen erklären. Ihre Feinde leben in der Regel in 2-, 4- oder 6-Jahres-Rhythmen. Wären die Zykluslängen der Zikaden beispielsweise zwölf Jahre, so könnten die Tiere von allen Räubern gefressen werden, die alle 1, 2, 3, 4, 6 und 12 Jahre auftreten. Bei einem Lebenszyklus von 13 Jahren sind nur noch die Arten, die jedes Jahr oder alle 13 Jahre auftreten, Fressfeinde. Demnach sind Primzahlen (nur durch eins und sich selbst teilbar) für Vermehrungsintervalle als günstig anzusehen. Die nächstgrößere Primzahl ist 17; die Zykluslänge in Jahren der im Norden der USA verbreiteten Arten der Gattung Magicicada.

### Stoffkreisläufe
Düngeexperimente, in denen die Kadaver von Zikaden in Dichten, wie sie auch natürlicherweise vorkommen, auf Versuchsflächen ausgestreut wurden, zeigten einen Anstieg des Ammonium- und Nitratgehalts des Bodens binnen 30 Tagen auf das bis zu Dreifache. Während der Ammoniumgehalt rasch wieder auf das Ausgangsmaß zurückging, blieb der Nitratgehalt dagegen langfristig erhöht. Gleichzeitig nahm die Biomasse von Zersetzern (Bakterien und Pilzen) im Boden um ein Achtel zu. Und auch Pflanzen profitieren von der Nährstoffflut. Glockenblumengewächse, wie z. B. Campanulastrum americanum, die auf mit Zikaden „gedüngten“ Böden wuchsen, enthielten mehr Stickstoff und produzierten um neun Prozent größere Samen. Auf diese Weise werden den Böden die Nährstoffe zurückgeführt, die sie zuvor durch die Lebenstätigkeit der Zikaden verloren haben.

## Periodische Zikaden und Mensch
Schon die Ureinwohner der Neuen Welt beobachteten das eigentümliche periodische Wiederkehren der Zikaden und integrierten das Phänomen in ihre Mythologie. Die in Arizona lebenden Hopi-Indianer (Oraibi) interpretierten den Lebenszyklus der Singzikaden als Wiederauferstehung und sprachen ihnen die Kraft der Unsterblichkeit zu. Solche übernatürlichen Kräfte wurden als Kachina bezeichnet. Diese wurden in Form geschnitzter Puppen zur religiösen Unterweisung an Kinder verschenkt. Eine wurde „Mahu“ (Zikade) genannt. Sie wird in Tänzen und Zeremonien verehrt.
Die ersten europäischen Siedler in Tennessee erlebten 1634 zum ersten Mal eine belegte Massenentwicklung Periodischer Zikaden. Seitdem wiederholt sich die Massenvermehrung dieser Population regelmäßig alle 17 Jahre. Fälschlicherweise werden sie häufig als Plagen bezeichnet. Das plötzliche Auftreten solcher Mengen an Insekten war angsteinflößend und erinnerte die Siedler an die Wanderheuschreckenplagen in Europa. Der Begriff „Periodische Heuschreckenplage“ hat sich bis heute gehalten, obwohl die Zikaden nicht mit diesen Insekten verwandt sind.
Auch heute noch bietet das regelmäßige Schauspiel eine große Anziehungskraft für Touristen und Journalisten, wenn um einen Baum herum aus bis zu 40.000 Löchern die Larven aus dem Boden kriechen. Periodische Zikaden sind für Tiere und Menschen völlig harmlos. Sie können weder stechen noch übertragen sie Krankheiten.

### Als Speiseinsekt
Weltweit sind 73 essbare Zikadenarten bekannt, darunter auch etliche Singzikadenarten. Periodische Zikaden können als Speiseinsekten genutzt werden, insbesondere die Nymphen. Einzelne Insektenköche an der US-amerikanischen Ostküste brachten 2021 Gerichte mit Periodischen Zikaden der Brood X auf die Speisekarte, zum Beispiel in Paella, auf Pizzen und als Sushi.

### Als Schädling
Die Zikaden können vor allem an jungen Bäumen und Sträuchern Schäden verursachen, wenn zu viele Tiere an der Pflanze saugen oder zu viele Eigelege an ihnen deponiert werden. Einzelne Äste können abbrechen oder die Gehölze werden insgesamt stark geschwächt, welken und sterben im Extremfall ab. Besonders betroffen sind Ziergehölze wie Hartriegel und Hickory sowie Obstgehölze wie Apfel, Pfirsich oder Kirschen. Nadelgehölze werden allgemein nicht geschädigt. Die Auswirkungen der an den Wurzeln saugenden Larven werden als gering eingeschätzt. Die Schäden können von wirtschaftlicher Bedeutung sein. Da dieses Phänomen lediglich alle 13 oder 17 Jahre auftritt, dürften die wirtschaftlichen Folgen nur gering sein.

## Gefährdung
Die IUCN nennt folgende Arten als gering gefährdet (Low Risk/near threatened):
- Magicicada cassini (Linnaeus, 1758)
- Magicicada septendecim (Fisher)
- Magicicada septendecula (Alexander & Moore, 1962)

## Sonstiges
In den USA werden den „Periodischen Zikaden“ die sogenannten „Annual Cicadas“ oder „Dog Day Cicadas“ gegenübergestellt. Diese in Nordamerika beheimateten Vertreter der Singzikaden (Cicadidae) verschiedener Gattungen haben kürzere Lebenszyklen von zwei bis fünf Jahren. Sie erscheinen nicht wie die Arten der Gattung Magicicada regelmäßig mit hohen Individuenzahlen, sondern jährlich ohne auffällige Massenentwicklungen. Die erwachsenen Tiere schlüpfen im Spätsommer, wenn der Sirius, der sehr helle Stern (auch Hundsstern) des Sternbildes Großer Hund am Nachthimmel steht, worauf die englische Bezeichnung Bezug nimmt.